# 阿尔弗雷德·布伦德尔
阿尔弗雷德·布伦德尔（德語：Alfred Brendel，1931年1月5日—2025年6月17日），奥地利钢琴家。他以诠释贝多芬、舒伯特和莫扎特的作品闻名，曾三次录制贝多芬全套钢琴奏鸣曲，亦是首位录制贝多芬全部钢琴独奏作品的钢琴家。

## 生平
布伦德尔生于捷克斯洛伐克威森伯格（今捷克代斯纳河畔洛乌奇纳），具有德国、意大利和斯拉夫血统，家里没有人从事音乐。父亲阿尔伯特（Albert）从事过建筑工程师、商人、度假酒店经理等多种职业，导致他童年辗转多地。三岁时全家迁往南斯拉夫萨格勒布（今属克罗地亚），六岁起跟随索菲娅·德泽利克（Sofija Deželić）学习钢琴。后移居奥地利格拉茨，在格拉茨音乐学院师从卢多维卡·冯·卡恩（Ludovica von Kaan）学习钢琴，并跟随当地管风琴演奏家兼作曲家阿图尔·米歇尔（Artur Michel）学习作曲。布伦德尔除继续演奏钢琴外，还从事作曲、写作与绘画。在钢琴方面他基本上是自学成才，16岁之后未再接受正规钢琴训练。
布伦德尔十七岁在格拉茨举办了他的第一场公开独奏会，在这场被命名为《钢琴文献中的赋格曲》（The Fugue In Piano Literature）的独奏会上，他演奏了巴赫、勃拉姆斯、李斯特等人的赋格作品，以及自己创作的奏鸣曲。同一时期，他还在格拉茨的一家画廊举办了个人画展。1949年，布伦德尔参加在意大利波尔查诺举行的费鲁西奥·布索尼钢琴比赛，获第四名，由此开启了其职业生涯。随后在欧洲及拉丁美洲的巡演逐渐奠定声誉，他还参加保罗·鲍姆加特纳、爱德华·施托伊尔曼和埃德温·费舍尔的大师班。
1950年，布伦德尔录制普罗科菲耶夫第五号钢琴协奏曲作为其首张唱片。在职业生涯早期，布伦德尔在Vox唱片留下了大量贝多芬作品的录音，包括奏鸣曲、协奏曲，以及其他钢琴独奏作品，其中以他第一套贝多芬钢琴奏鸣曲全集最为著名。布伦德尔在伦敦伊丽莎白女王音乐厅的演出吸引了三家唱片公司的邀约，随后他于1970年与飞利浦唱片签约，直至该公司与迪卡合并为止，他在飞利浦的录音曲目主要是德奥作品。
布伦德尔在欧洲、美国、南美、日本及澳大利亚进行了大量巡演，与维也纳爱乐乐团及柏林爱乐乐团保持紧密合作，成为继埃米尔·冯·绍尔与威廉·巴克豪斯之后第三位获维也纳爱乐荣誉会员的钢琴家，并被柏林爱乐乐团授予汉斯·冯·彪罗奖章。布伦德尔定期与各地一流乐团合作演出，曾多次演出贝多芬全套钢琴奏鸣曲及协奏曲。他是少数晚年仍有高票房号召力的钢琴家之一。
近年布伦德尔多与年轻的钢琴家如周善祥、保罗·刘易斯、提尔·费尔内尔等人合作，还与他的儿子——大提琴家阿德里安·布伦德尔（Adrian Brendel）一起录制了唱片。他也发表诗歌，他的作品被安德鲁·莫申拿来与米洛斯拉夫·赫鲁伯的风格相比。
2008年12月18日，布伦德尔在维也纳金色大厅举行了告别音乐会，与查尔斯·马克拉斯指挥的维也纳爱乐乐团合作演出莫扎特第九钢琴协奏曲，之后退出舞台。
2025年6月17日，布伦德尔在伦敦家中逝世，享年94岁。

## 作品与评价
布伦德尔常演奏贝多芬、舒伯特、莫扎特、海顿、舒曼的作品，不過在李斯特與布梭尼等的推廣上也是不遺餘力，且獲得好評。他曾三次录制贝多芬钢琴奏鸣曲全集（一套由Vox唱片发行，两套由飞利浦唱片发行），并成为首位录制贝多芬全部钢琴独奏作品的钢琴家。他极少演奏或录制肖邦的作品，但这并非轻视这位作曲家，他曾评价肖邦前奏曲为“贝多芬与舒伯特之后钢琴音乐最辉煌的成就”。虽然较少涉足20世纪音乐，但曾演奏过勋伯格的《钢琴协奏曲》。
布伦德尔的演奏有时候会被形容为在解析音乐，对此他表示作为钢琴家的首要任务是尊重作曲家的意愿，而不是表现自己或加入自己的见解。他说：“我对作曲家负责，对作品更要负责”。他举了他的老师艾德溫·費雪、阿尔弗雷德·科尔托、威廉·肯普夫，和指挥布鲁诺·瓦尔特、威廉·富特文格勒等人作为具有感染力的代表。

### 商業錄音
- (CD). 20世紀偉大鋼琴家（英语：Great Pianists of the 20th Century） 12. Philips Classics. 1998. 456 727-2.
- (CD). 20世紀偉大鋼琴家 13. Philips Classics. 1999. 456 730-2.
- (CD). 20世紀偉大鋼琴家 14. Philips Classics. 1999. 456 733-2.

## 其他
- 在當代演奏家行列中，布倫德爾尤以跨領域的才能為人所知。1989年2月2日，其於《紐約時報書評》發表文章，評論舒伯特最後三首鋼琴奏鳴曲[17]，即獲得許多矚目。

## 个人生活
布伦德尔的第一任妻子是Iris Heymann-Gonzala，1960年结婚，1972年离婚，育有一女多里斯（Doris），后成为前卫摇滚与流行摇滚音乐人。1975年，与第二任妻子伊雷妮·塞姆勒（Irene Semler）结婚，2012年离婚，育有三名子女：儿子阿德里安（Adrian）为大提琴家，以及两个女儿卡塔琳娜（Katharina）、索菲（Sophie）。他于1970年代起定居伦敦汉普斯特德。